# Leptosiaphos dewittei
Leptosiaphos dewittei (п'ятипалий сцинк де Вітте) — вид сцинкоподібних ящірок родини сцинкових (Scincidae). Мешкає в Демократичній Республіці Конго і Анголі. Вид названий на честь бельгійського герпетолога Гастона Франсуа де Вітте.

## Поширення і екологія
П'ятипалі сцинки де Вітте мешкають на півдні ДР Конго, зокрема в Національному парку Упемба, а також спостерігалися на заході Анголи.